# Skutki
Skutki [ˈskutki] est un village polonais de la gmina de Młodzieszyn dans le powiat de Sochaczew et dans la voïvodie de Mazovie.
Il se situe à environ 5 kilomètres à l'ouest de Młodzieszyn, à 11 kilomètres au nord-ouest de Sochaczew et à 60 kilomètres à l'ouest de Varsovie.